# Fireflies (låt)
Fireflies är en låt av Owl City. Låten skrevs och producerades av Adam Young för Owl Citys andra album, Ocean Eyes (2009). Reliant K sångaren Matt Thiessen gästsjunger i låten. 
Låten har löpt stor framgång över hela världen och toppat listorna i USA, Australien, Danmark, Irland, Storbritannien och Nederländerna. Vecka 6 toppade låten även den svenska singellistan. 
Textraden ”I get a thousand hugs from ten thousand lightning bugs as they tried to teach me how to dance” skapade förvirring då folk ifrågasatte hur det kunde hända. Adam Young svarade att de räknade en kram som en svärm med 1000 bin.